# Petyr Wołgin
Petyr Petrow Wołgin, bułg. Петър Петров Волгин (ur. 28 września 1969 w Sofii jako Petyr Petrow Georgiew, bułg. Петър Петров Георгиев) – bułgarski dziennikarz, prezenter i polityk, poseł do Parlamentu Europejskiego X kadencji.

## Życiorys
Przyjął nazwisko Wołgin, które nosili przodkowie jego mającego rosyjskie pochodzenie ojca. W 1992 ukończył filologię bułgarską na Uniwersytecie Sofijskim im. św. Klemensa z Ochrydy, po czym rozpoczął pracę w publicznej telewizji BNT. Wkrótce przeszedł do publicznego radia BNR. Od 1995 należał do gospodarzy audycji 12+3. Prowadził również m.in. autorski program Dekonstrukcija. Był też prezenterem w telewizjach TV7 i TV1, publikował w prasie i mediach elektronicznych, wydał także kilka książek.
Wielokrotnie wzbudzał kontrowersje i krytykę. W 2014 dziennikarze Jordan Łozanow i Georgi Papakoczew wystosowali list otwarty, krytykując Petyra Wołgina za jego antyzachodnią i prorosyjską postawę w pracy zawodowej. W 2015 kierownictwo BNR zawiesiło emisję jego programu Dekonstrukcija, zarzucając dziennikarzowi jednostronność, brak obiektywizmu i różnorodności przedstawianych punktów widzenia, co uznano za ograniczanie wolności słowa. W jego obronie zorganizowano protesty. Ostatecznie władze BNR umożliwiły mu dalszą pracę w publicznym radiu. W 2022 w trakcie inwazji Rosji na Ukrainę był ponownie krytykowany za postawę prorosyjską. Zarzucano mu, że poprzez komentarze i dobór zapraszanych gości, jego programy szerzą dezinformację i fałszywe wiadomości, a także propagandę zbieżną z interesami Rosji.
W wyborach w 2024 z listy nacjonalistycznej partii Odrodzenie Petyr Wołgin uzyskał mandat deputowanego do Europarlamentu X kadencji.